# Ponta dos Mosteiros
A Ponta dos Mosteiros é uma formação geológica costeira de São Tomé e Príncipe, localizada a Norte da ilha do Príncipe. Este acidente geológico localiza-se entre o Ilhéu dos Mosteiros e a Ponta Capitão.